# Watford Football Club
Il Watford Football Club, meglio noto come Watford, è una società calcistica inglese con sede nella città di Watford, nell'Hertfordshire, militante in Championship, seconda divisione del campionato inglese.
I calciatori della squadra sono soprannominati The Hornets ("i calabroni") per via dell'uniforme a strisce gialle e nere. Il club, che ha esordito in massima serie nel 1982-1983 piazzandosi al secondo posto, ha un'antica e accesa rivalità con il vicino Luton Town ed è noto anche per essere stato di proprietà, dal 1977 al 1987 e dal 1997 al 2001, del musicista Elton John, divenuto presidente onorario del sodalizio nel 2008.
Nei primi anni di esistenza la squadra giocò in vari stadi e nel 1922 si trasferì a Vicarage Road, dove gioca tuttora.

## Storia

### Fondazione e primo settantennio (1881-1945)
Fondata nel 1881 con il nome di Watford Rovers da Henry Grover, che ne fu anche giocatore di ruolo difensore, la squadra esordì nella FA Cup nel 1886-1887 e nel 1889 vinse per la prima volta la Herts Senior Cup, la coppa di contea dell'Hertfordshire. Nel 1891 divenne la sezione calcistica del West Hertfordshire Club and Ground e si trasferì in un impianto calcistico a sé, situato a Cassio Ground. Nel 1893 il Watford Rovers cambiò nome in West Herts e tre anni più tardi aderì alla Southern Football League un decennio più tardi. Caduto in disgrazia all'inizio della stagione 1897-1898, con un'affluenza allo stadio scesa a meno di 200 spettatori medi a partita, il club scelse coraggiosamente di passare al professionismo e gli sforzi furono ripagati: il Watford St. Mary's si piazzò secondo nella Herts Senior Cup nel 1894-1895 e iniziò ad attirare dai 400 ai 500 spettatori. La fusione tra i due club, che diede vita al Watford Football Club, avvenne il 15 aprile 1898, come riportò il giornale Watford Observer il 7 maggio 1898. Il club vinse il campionato di Southern League 1914-1915 sotto la guida dell'allenatore Harry Kent. Il Watford aderì alla Football League nel 1920.

### Dal secondo dopoguerra al 1977
L'attività calcistica riprese nel 1946, con il Watford militante nella Third Division South. A causa del 23º posto del 1950-1951, la squadra dovette ripresentare domanda di iscrizione al campionato, ma le compagini di First e Second Division votarono unanimemente contro l'ammissione del Watford. Nel 1956 tornò in sella l'allenatore McBain, sotto la cui gestione la squadra rimase nelle divisioni minori sino al 1958. Nel 1958-1959 il campionato fu ristrutturato in quattro divisioni nazionali, con il Watford collocato in Fourth Division. Ron Burgess sostituì McBain nel corso di quest'ultima stagione e nella seguente vide la squadra promossa in Football League per la prima volta nella storia del club, grazie anche ai gol del capocannoniere della Fourth Division, Cliff Holton, che segnò 42 reti in campionato in una singola annata (record per il club). Holton fu autore di altri 34 gol nella stagione seguente e fu ceduto nel 1961 al Northampton Town. Burgess fu succeduto da Bill McGarry, che portò in rosa nuovi calciatori quali Charlie Livesey e Ron Saunders, guidando la squadra al terzo posto in Third Division, e fece esordire il diciottenne portiere nordirlandese Pat Jennings, che debuttò anche in nazionale malgrado fosse un calciatore di Third Division.
Con il passaggio di McGarry all'Ipswich Town nel 1964, Ken Furphy, proveniente dal Workington, assunse le vesti di allenatore-giocatore e ricostruì la rosa attorno a elementi come Keith Eddy e Dennis Bond, ma dopo aver costretto al pari il Liverpool in FA Cup e aver sfiorato la promozione nella stagione 1966-1967, Bond fu venduto al Tottenham per 30 000 sterline, cifra record per una cessione di un calciatore del Watford sino ad allora. I frutti della ricostruzione arrivarono nel 1969: rinforzata dall'ingaggio di Barry Endean, la squadra ottenne una striscia di imbattibilità che si estese al periodo post-natalizio, fino ad aggiudicarsi il titolo di Third Division già ad aprile. Un anno più tardi gli Hornets, eliminando compagini di massima serie come Stoke City e Liverpool, approdarono alle semifinali di FA Cup, dove furono sconfitti nettamente dal Chelsea. Una crisi economica in seno al club, tuttavia, provocò la partenza di Furphy, che fu sostitutio da George Kirby. Costretto a cedere i propri giocatori migliori per sopravvivere, nel 1972 il Watford retrocesse in Third Division, dove lottò per la salvezza sino a una nuova retrocessione nel livello inferiore, avvenuta nel 1975.

### Il periodo d'oro (1977-1987)
Nel 1977 Elton John, da sempre tifoso della squadra, rilevò la società e una delle sue prime mosse da presidente fu l'ingaggio dell'allenatore Graham Taylor, il quale in sei anni condusse gli Hornets dalla Fourth Division alla massima serie. Il Watford esordì in First Division nella stagione 1982-1983, cogliendo un clamoroso secondo posto finale alle spalle del Liverpool, grazie anche ai 27 gol di Luther Loide Blissett, capocannoniere della manifestazione, che a fine stagione fu ceduto al Milan per un milione di sterline. Grazie al secondo posto, l'anno successivo la squadra esordì in Coppa UEFA, da cui fu eliminata agli ottavi di finale dallo Sparta Praga (sconfitta per 2-3 in casa e per 0-4 fuori casa). Quello stesso anno raggiunse la finale di FA Cup, persa per 2-0 contro l'Everton.

### Il declino (1987-1996)
Al termine del campionato 1986-87 Graham Taylor si trasferì all'Aston Villa e nella stagione 1987-88 il Watford retrocesse in Second Division dopo 6 anni nella massima serie. L'anno successivo la squadra sfiorò la promozione in First Division perdendo la semifinale dei playoff. Negli anni che seguirono gli Hornets disputarono dei campionati a centroclassifica in Second Division e furono retrocessi in Third Division nella stagione 1995-96

### Il ritorno in massima serie (1996-2001)
Nel 1996 fu assunto di nuovo Graham Taylor alla guida della squadra: dopo un anno di transizione, la stagione 1996-97 terminata al tredicesimo posto, il Watford ottenne una doppia promozione ritornando nel 1999 nella massima serie inglese. La permanenza in Premier League durò però una sola stagione: dopo aver battuto alla prima giornata il Liverpool, la squadra concluse all'ultimo posto in classifica. Taylor diede le dimissioni al termine della stagione 2000-01, con il Watford che terminò il campionato di First Division al 9º posto, per essere sostituito da Gianluca Vialli che era appena stato esonerato dal Chelsea. Tra i protagonisti di questi anni vi è il nazionale giamaicano Micah Hyde, che raccoglie 256 presenze tra campionato e play-off tra il 1997 ed il 2004.

### La crisi economica (2001-2005)

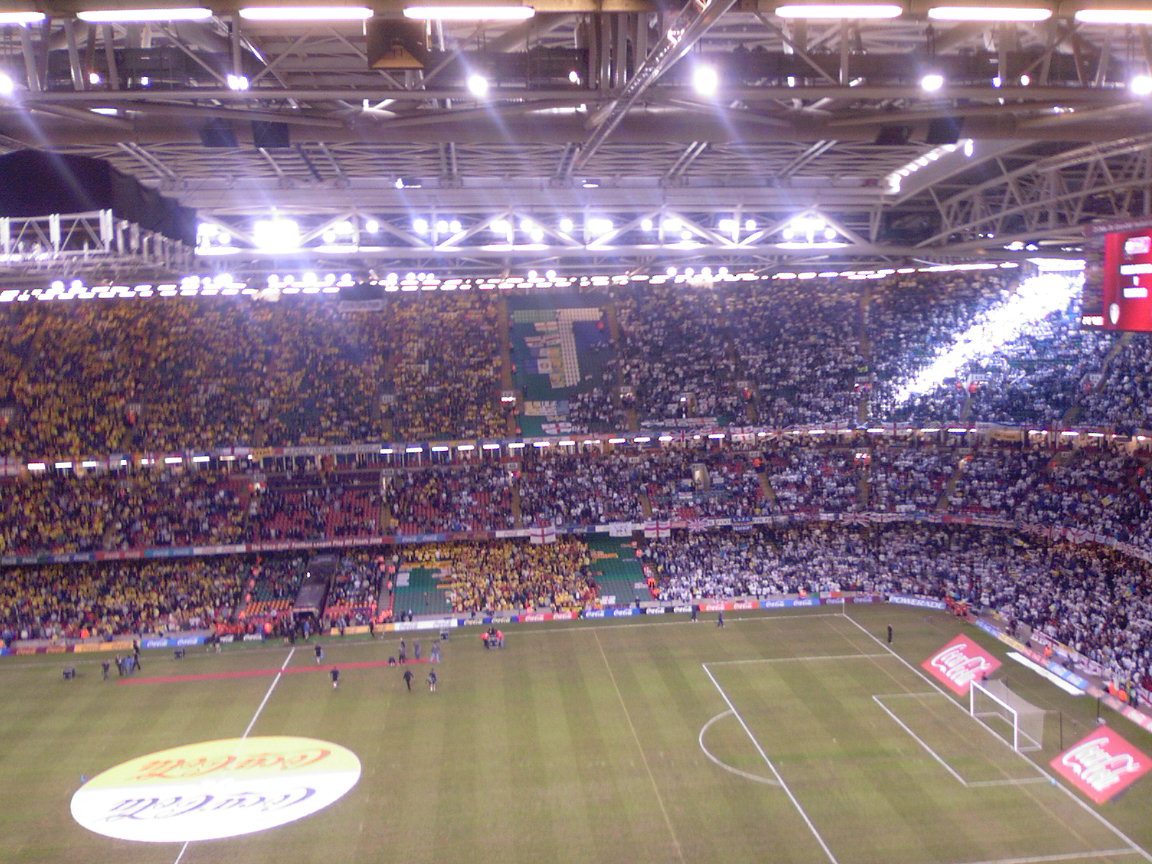
Veduta del Millennium Stadium di Cardiff durante la finale dei play-off del 2006 (Watford-Leeds 3-0).

Al termine della stagione 2001-02, conclusasi con un quattordicesimo posto, Vialli fu esonerato per lasciare il posto a Ray Lewington. Nonostante la squadra fosse stata colpita da una crisi economica (dovuta al fallimento di ITV Digital) che costrinse la società a decurtare del 12% gli stipendi, il Watford disputò una buona stagione piazzandosi tredicesimo in campionato e raggiungendo la semifinale di FA Cup, nella quale fu sconfitto per 2-1 dal Southampton.
La squadra confermò la prestazione dell'anno precedente anche nella stagione successiva, posizionandosi a centroclassifica, ma nel campionato 2004-05, a causa di un pesante calo invernale, Lewington fu esonerato in favore di Adrian Boothroyd e la squadra riuscì a salvarsi dalla retrocessione concludendo al diciottesimo posto, con solo 2 punti di vantaggio dalla terzultima classificata.

### Periodo di stallo (2005-2011)
Nella stagione 2005-06 con Boothroyd il Watford raggiunse il terzo posto nella Football League Championship ottenendo la promozione in FA Premier League dopo aver battuto il Leeds ai play-off. Anche in questo caso la permanenza del Watford in Premier League fu breve in quanto retrocesse in Championship, seconda divisione inglese, con alcune giornate di anticipo, come ultimo classificato. Nella stagione 2007-08 il Watford ha nuovamente mancato la promozione perdendo ai play-off contro l'Hull City. Dal novembre 2008 l'allenatore della squadra è Brendan Rodgers, assunto dopo le dimissioni di Boothroyd presentate dopo un brutto inizio di stagione.
Oltremanica si torna a parlare di un possibile interessamento da parte di Giampaolo Pozzo (proprietario dell'Udinese) per il Watford. Già nel 2011 questa voce era rimbalzata, senza però trovare seguito.

### L'era Pozzo (2012-oggi)
Il 29 giugno 2012 arriva l'ufficialità dell'acquisto del club da parte della famiglia Pozzo. Gli arrivi inaugurali della nuova gestione sono il portiere Manuel Almunia, arrivato a parametro zero, e Marco Cassetti, in prestito dall'Udinese. Il 7 luglio viene annunciato come nuovo allenatore Gianfranco Zola, il quale firma un contratto biennale.
Nella stagione 2012-2013, la prima sotto la proprietà della famiglia Pozzo, la squadra arriva al terzo posto nel Championship, ma manca la promozione in Premier League perdendo la finale dei play-off per 0-1 contro il Crystal Palace. Entra nella storia la semifinale di ritorno disputata contro il Leicester: in vantaggio con il punteggio di 2-1 (che, dopo la sconfitta per 0-1 nel match di andata, avrebbe significato l'eliminazione), il Watford raggiunge la finale segnando il gol del 3-1 al settimo minuto di recupero, dopo che pochi istanti prima il Leicester aveva avuto la possibilità di chiudere i conti con un calcio di rigore, parato, però, da Almunia. Nella sessione di mercato estiva del 2013 giungono al Watford altri giocatori dall'Udinese, quali Davide Faraoni, Gabriele Angella e Diego Fabbrini.
In seguito alle dimissioni di Zola, viene assunto Giuseppe Sannino, che a sua volta si dimette il 31 agosto 2014. La squadra conclude il Championship 2013-2014 al tredicesimo posto. Come successore dell'italiano viene individuato lo spagnolo Óscar García. A fine settembre, per problemi di salute di García, viene ingaggiato lo scozzese Billy McKinlay. Dopo numerose sconfitte in campionato, McKinlay viene a propria volta esonerato e sostituito da Slaviša Jokanović. Il 25 aprile 2015, grazie alla vittoria per 2-0 sul campo del Brighton e alla contemporanea sconfitta del Middlesbrough contro il Fulham, il Watford viene promosso in Premier League, dove torna dopo otto anni di assenza. All'ultima giornata, a causa del pareggio interno contro lo Sheffield Wednesday (1-1), la squadra si lascia, però, sfuggire il titolo di lega, chiudendo il Championship 2014-2015 al secondo posto alle spalle del Bournemouth.
Il 5 giugno 2015, per la stagione 2015-2016 in Premier League, il proprietario Pozzo sceglie come allenatore Quique Sánchez Flores, che conduce il Watford ad una salvezza tranquilla, con 45 punti e il tredicesimo posto in campionato. Al termine della stagione il tecnico spagnolo lascia la panchina degli Hornets; il 21 maggio 2016 la proprietà assume come nuovo allenatore della squadra Walter Mazzarri, che firma un contratto triennale. Il tecnico italiano conduce la squadra alla salvezza nella stagione 2016-2017, ma a una giornata dal termine del campionato è annunciata la fine della sua esperienza sulla panchina della squadra una volta conclusa la stagione, terminata dal Watford al diciassettesimo posto.
Il successore di Mazzarri è, per la stagione 2017-2018, Marco Silva, che, dopo otto giornate di campionato positive (una sola sconfitta), incappa in una serie di risultati negativi, perdendo undici delle successive sedici partite di Premier League. Viene esonerato il 21 gennaio 2018 e sostituito da Javi Gracia, che, pur vincendo solo quattro dei rimanenti quattordici incontri di campionato, riesce a conseguire la salvezza con il quattordicesimo posto finale.
La stagione 2018-2019 si apre con quattro vittorie consecutive in campionato (dal dicembre 2015 la squadra non otteneva una striscia di quattro successi di fila) e il primato in classifica, sebbene poi seguano quattro partite senza vittorie (tra cui tre match persi). Il Watford chiuderà il campionato con tre sconfitte consecutive, ma riuscirà a terminare all'undicesimo posto a quota 50 punti, miglior piazzamento e record di punti per la squadra dall'avvento della Premier League (nel 1992). Parallelamente, in FA Cup, gli Hornets tengono un ottimo rendimento e nell'aprile 2019, superando in semifinale il Wolverhampton per 3-2 dopo i tempi supplementari (doppietta di Gerard Deulofeu e gol di Troy Deeney), approdano per la seconda volta nella propria storia alla finale del torneo, dove perdono malamente (6-0) contro il più quotato Manchester City.
Molto più tribolata è l'annata 2019-2020, che inizia con tre sconfitte di fila in campionato e procede con un rendimento pessimo, con sei sconfitte e zero vittorie nelle prime undici giornate. Neanche il cambio di allenatore da Javi Gracia, esonerato il 7 settembre 2019, al rientrante Quique Sánchez Flores risolleva la squadra, così quest'ultimo è a propria volta sollevato dall'incarico il 1º dicembre, con il Watford ultimo in classifica e affidato al tecnico della formazione Under-23 Hayden Mullins, in carica per sole due partite prima della nomina, il 6 dicembre, di Nigel Pearson. Il 29 febbraio il Watford riesce a sconfiggere per 3-0 il Liverpool dominatore del campionato, che non perdeva in Premier League da 44 partite. Dopo la ripresa del campionato in seguito alla sospensione per via della pandemia di COVID-19, la squadra mantiene un rendimento negativo, tanto che il 19 luglio Pearson viene esonerato a due giornate dal termine del torneo e sostituito dal rientrante Mullins. A causa di due sconfitte nelle due giornate conclusive, la squadra termina il campionato in diciannovesima posizione, retrocedendo in Championship dopo cinque anni di permanenza nella massima serie del calcio inglese.
La risalita in Premier League è immediata: gli Hornets si assicurano il salto di categoria con due giornate d'anticipo, piazzandosi secondo nel campionato cadetto 2020-2021, ma nel 2021-2022 retrocedono in cadetteria a tre giornate dalla fine del campionato di Premier League, concluso al penultimo posto.

## Allenatori
- 1881-1893  ...
- 1893-1910  John Goodall
- 1910-1926  Harry Kent
- 1926-1929  Fred Pagnam
- 1929-1937  Neil McBain
- 1937-1946  Bill Findlay
- 1946-1947  Bill Findlay (lug.-feb.)
 Jackie Bray (mar.-giu.)
- 1947-1948  Jackie Bray (lug.-gen.)
 Eddie Hapgood (feb.-giu.)
- 1948-1949  Eddie Hapgood
- 1949-1950  Eddie Hapgood (lug.-mar.)
 Ron Gray (mar.-giu.)
- 1950-1951  Ron Gray (lug.-ott.)
 Haydn Green (ott.-giu.)
- 1951-1952  Haydn Green (lug.-ott.)
 Len Goulden (nov.-giu.)
- 1952-1955  Len Goulden
- 1955-1956  Len Goulden (lug.-ott.)
 Johnny Paton (ott.-feb.)
 Len Goulden (feb.-giu.)
- 1956-1958  Neil McBain
- 1958-1959  Neil McBain (lug.-feb.)
 Ron Burgess (feb.-giu.)
- 1959-1963  Ron Burgess
- 1963-1964  Bill McGarry
- 1964-1965  Bill McGarry (lug.-ott.)
 Ken Furphy (nov.-giu.)
- 1965-1971  Ken Furphy
- 1971-1973  George Kirby
- 1973-1977  Mike Keen
- 1977-1987  Graham Taylor
- 1987-1988  Dave Bassett (lug.-gen.)
 Steve Harrison (gen.-giu.)
- 1988-1989  Steve Harrison
- 1989-1990  Steve Harrison (lug.-mar.)
 Colin Lee (mar.-giu.)
- 1990-1991  Colin Lee (lug.-nov.)
 Steve Perryman (nov.-giu.)
- 1991-1993  Steve Perryman
- 1993-1995  Glenn Roeder
- 1995-1996  Glenn Roeder (lug.-feb.)
 Graham Taylor (feb.-giu.)
- 1996-1997  Kenny Jackett
- 1997-2001  Graham Taylor
- 2001-2002  Gianluca Vialli
- 2002-2004  Ray Lewington
- 2004-2005  Ray Lewington (lug.-mar.)
 Aidy Boothroyd (mar.-giu.)
- 2005-2008  Aidy Boothroyd
- 2008-2009  Aidy Boothroyd (lug.-nov.)
 Malky Mackay (nov.) - ad interim
 Brendan Rodgers (nov.-giu.)
- 2009-2011  Malky Mackay
- 2011-2012  Sean Dyche
- 2012-2013  Gianfranco Zola
- 2013-2014  Gianfranco Zola (lug.-dic.)
 Giuseppe Sannino (dic.-giu.)
- 2014-2015  Giuseppe Sannino (lug.-ago.)
 Óscar (set.)
 Billy McKinlay (set.-ott.)
 Slaviša Jokanović (ott.-giu.)
- 2015-2016  Quique Sánchez Flores
- 2016-2017  Walter Mazzarri
- 2017-2018  Marco Silva (lug.-gen.)
 Javi Gracia (gen.-giu.)
- 2018-2019  Javi Gracia (lug.-set.)
 Quique Sánchez Flores (set.-dic.)
 Hayden Mullins (dic.) - ad interim
 Nigel Pearson (dic.-lug.)
- 2019-2020  Nigel Pearson (lug.-lug.)
 Hayden Mullins (lug.) - ad interim
- 2020-2021  Vladimir Ivić (ago.-dic.)
 Xisco (dic.-giu.)
- 2021-2022  Xisco (lug.-ott.)
 Claudio Ranieri (ott.-gen.)
 Roy Hodgson (gen.-giu.)
- 2022-2023  Rob Edwards (lug.-set.)
 Slaven Bilić (set.-mar.)
 Chris Wilder (mar.-giu.)
- 2023-2024  Valérien Ismaël (lug.-apr.)
 Tom Cleverley (apr.-giu.)
- 2024-2025  Tom Cleverley

## Organico

### Rosa 2025-2026
Aggiornata al 13 Agosto 2025.
| N. |                         | Ruolo | Calciatore          |
| -- | ----------------------- | ----- | ------------------- |
| 2  | RD del Congo (bandiera) | D     | Jeremy Ngakia       |
| 3  | Cile (bandiera)         | D     | Francisco Sierralta |
| 4  | Camerun (bandiera)      | D     | Kévin Keben         |
| 6  | Inghilterra (bandiera)  | D     | Mattie Pollock      |
| 7  | Inghilterra (bandiera)  | A     | Tom Ince            |
| 8  | Georgia (bandiera)      | C     | Giorgi Chakvetadze  |
| 10 | Marocco (bandiera)      | C     | Imrân Louza         |
| 11 | Irlanda (bandiera)      | A     | Rocco Vata          |
| 13 | Brasile (bandiera)      | D     | Kayky Almeida       |
| 14 | Belgio (bandiera)       | C     | Pierre Dwomoh       |
| 15 | Croazia (bandiera)      | D     | Antonio Tikvic      |
| 16 | Stati Uniti (bandiera)  | D     | Caleb Wiley         |
| 17 | Mali (bandiera)         | C     | Moussa Sissoko      |
| 18 | Inghilterra (bandiera)  | A     | Daniel Jebbison     |

| N. |                           | Ruolo | Calciatore       |
| -- | ------------------------- | ----- | ---------------- |
| 19 | Costa d'Avorio (bandiera) | A     | Vakoun Bayo      |
| 20 | Mali (bandiera)           | A     | Mamadou Doumbia  |
| 21 | Italia (bandiera)         | D     | Angelo Ogbonna   |
| 22 | Inghilterra (bandiera)    | D     | James Morris     |
| 23 | Inghilterra (bandiera)    | P     | Jonathan Bond    |
| 24 | Nigeria (bandiera)        | C     | Tom Dele-Bashiru |
| 27 | Irlanda (bandiera)        | D     | James Abankwah   |
| 34 | Germania (bandiera)       | A     | Kwadwo Baah      |
| 37 | Algeria (bandiera)        | D     | Yasser Larouci   |
| 39 | RD del Congo (bandiera)   | C     | Edo Kayembe      |
| 41 | Inghilterra (bandiera)    | P     | Alfie Marriott   |
| 45 | Inghilterra (bandiera)    | D     | Ryan Andrews     |
|    | Norvegia (bandiera)       | P     | Egil Selvik      |

### Staff tecnico
Aggiornato al 24 aprile 2024.
- Allenatore -  Tom Cleverley
- Vice allenatore -  Armand Kavaja
- Allenatore dei portieri -  Alex Brunner
- Video Analyst -  Jack Riley
- Preparatore atletico -  Nacho Sancho
- Direttore tecnico -  Filippo Giraldi
- Responsabile del reclutamento -  Andy Scott
- Responsabile di prevenzione degli infortuni e riabilitazione -  Alberto Leon Herranz
- Allenatore Under-23 -  Hayden Mullins
- Responsabile dell'accademia dei portieri -  Graham Stack
- Responsabile dell'accademia - Sviluppo professionale -  Darren Sarll
- Allenatore Under-18 -  Carl Martin
- Responsabile dell'accademia - Allenamento e sviluppo -  Barry Quin
- Responsabile delle attrezzature -  David Walter
- Segretario -  Gayle Vowels
- Direttore commerciale -  Spencer Field
- Responsabile delle vendite -  Paul O'Brien
- Direttore delle operazioni -  Glyn Evans
- Direttore della comunità -  Rob Smith
- Direttore finanziario -  Emiliano Russo
- Addetto stampa -  Richard Walker
- Direttore sportivo -  Gianluca Nani

## Palmarès

### Competizioni nazionali
- Third Division: 2

1968-1969, 1997-1998
- Campionato inglese di quarta divisione: 1

1977-1978
- Southern League: 1

1914-1915

### Competizioni giovanili
- FA Youth Cup: 2

1981-1982, 1988-1989

### Competizioni regionali
- Herts Senior Cup: 18

## Statistiche e record

### Partecipazioni ai campionati
Alla stagione 2025-2026 il Watford ha ottenuto le seguenti partecipazioni ai campionati nazionali inglesi:
| Livello | Categoria       | Partecipazioni | Debutto   | Ultima stagione | Totale |
| ------- | --------------- | -------------- | --------- | --------------- | ------ |
| 1º      | First Division  | 6              | 1982-1983 | 1987-1988       | 14     |
| 1º      | Premier League  | 8              | 1999-2000 | 2021-2022       | 14     |
| 2º      | Second Division | 10             | 1969-1970 | 1991-1992       | 34     |
| 2º      | First Division  | 9              | 1992-1993 | 2003-2004       | 34     |
| 2º      | Championship    | 15             | 2004-2005 | 2025-2026       | 34     |
| 3º      | Third Division  | 44             | 1920-1921 | 1978-1979       | 46     |
| 3º      | Second Division | 2              | 1996-1997 | 1997-1998       | 46     |
| 4º      | Fourth Division | 5              | 1958-1959 | 1977-1978       | 5      |

### Statistiche nelle competizioni UEFA
Tabella aggiornata alla stagione 2024-2025.
| Competizione | Trofeo | Debutto   | Ultima stagione | Miglior risultato | Partecipazioni | G | V | N | P | RF | RS |
| ------------ | ------ | --------- | --------------- | ----------------- | -------------- | - | - | - | - | -- | -- |
| Coppa UEFA   |        | 1983-1984 | 1983-1984       | Terzo turno       | 1              | 6 | 2 | 1 | 3 | 10 | 12 |